# SRXN1
SRXN1 (англ. Sulfiredoxin 1) – білок, який кодується однойменним геном, розташованим у людей на короткому плечі 20-ї хромосоми. Довжина поліпептидного ланцюга білка становить 137 амінокислот, а молекулярна маса — 14 259.
| 10         |  | 20         |  | 30         |  | 40         |  | 50         |
| ---------- |  | ---------- |  | ---------- |  | ---------- |  | ---------- |
| MGLRAGGTLG |  | RAGAGRGAPE |  | GPGPSGGAQG |  | GSIHSGRIAA |  | VHNVPLSVLI |
| RPLPSVLDPA |  | KVQSLVDTIR |  | EDPDSVPPID |  | VLWIKGAQGG |  | DYFYSFGGCH |
| RYAAYQQLQR |  | ETIPAKLVQS |  | TLSDLRVYLG |  | ASTPDLQ    |  |            |

A: Аланін

C: Цистеїн

D: Аспарагінова кислота

E: Глутамінова кислота

F: Фенілаланін

G: Гліцин

H: Гістидин

I: Ізолейцин

K: Лізин

L: Лейцин

M: Метіонін

N: Аспарагін

P: Пролін

Q: Глутамін

R: Аргінін

S: Серин

T: Треонін

V: Валін

W: Триптофан

Кодований геном білок за функціями належить до оксидоредуктаз, антиоксидантів, фосфопротеїнів. 
Білок має сайт для зв'язування з АТФ, нуклеотидами, іоном магнію. 
Локалізований у цитоплазмі.